# ワールド☆レコーズ
『ワールド☆レコーズ』（WORLD RECORDS）は、2004年4月18日から2005年3月13日まで、日本テレビ系列で毎週日曜19:58 ‐ 20:54(JST)に放送されていたバラエティ番組である。略称「WRS」または「ワーレコ」。

## 概要
ウッチャンナンチャンの内村光良と俳優の生瀬勝久が司会を務め、番組内で司会の2人は（ウッチャンナンチャンにかけて)『ウッチャンナマチャン』と呼ばれた。2人が世界一を作ることを目的とした「No.1メーカー」の内村チーフと生瀬チーフとして、番組オリジナルの競技を考案し世界各地から選手を募集、世界一決定戦を催し、番組内で世界記録(ワールドレコーズ)を認定する『WRS認定世界一決定戦』のコーナーをメインに、様々な『世界一』にこだわったコーナーが展開された。毎週、『WRS認定委員』として国際弁護士の湯浅卓とゲスト3名の計4人がコーナー内で示された記録が世界記録に認定して良いかを判定した。ただし、この番組で認定された世界記録はいわゆる「ギネス記録」ではないため、「ギネスブック」への掲載には至らなかった。
2005年3月13日に放送された2時間スペシャルをもって終了した。2006年には『Master of Champions』としてアメリカのABCにて再フォーマットされ、放送された。

## 出演者

### No.1メーカー（司会者）
- 内村光良チーフ
- 生瀬勝久チーフ

### レギュラーWRS認定委員
- 湯浅卓（国際弁護士）

## コーナー

### WRS認定 世界一決定戦!
開催されたオリジナル競技 
- 「人間クレーンでグラスつかみ世界一決定戦!」
- 「パチンコ世界一決定戦!」
- 「片手逆立ち10m走世界一決定戦!」
- 「水中30m走世界一決定戦!」
- 「ドリフト駐車世界一決定戦! 」
- 「スカイダイビングでバラまきボールキャッチ世界一決定戦」
- 「フルーツ早むき世界一決定戦!」ほか

### ロボットNo.1決定戦
ロボット10体がK-1ルールで戦う格闘技戦。また、芸能人がモデルとなった機体が参戦した「ロボットバトルグランプリ」も開催された。
2013年・2014年には後継ともいえる『リアルロボットバトル日本一決定戦』が放送された。

### ミニコーナー
生瀬チーフ☆PRESENTS ワールド☆レコーズランキング
生瀬チーフの独断と偏見で構成された『世界一ランキング』を紹介するコーナー。
Catch Up No.1 No.1をさがせ!
まだ認定されていない世界記録候補をNo.1メーカーが捜し出し、WRS認定委員に認定して貰うコーナー。候補が複数見つかれば『世界一決定戦』に展開する事もあり、実際に「視力世界一」が決定戦に昇格した。
WRSのタマゴ
自薦他薦問わず視聴者から様々な特技、一発芸を持っている人を募集してオーディションを開催、WRS認定委員が世界一になれる可能性があると認めた技には「金のタマゴ」の称号と賞金3万円が贈呈される。
ワールド☆レコーズ・ニュース
日本テレビアナウンサーの矢島学が世界各地の『世界記録誕生の瞬間』をニュース形式で伝えるコーナー。

## スタッフ
- ナレーター：垂木勉
- 構成：池田一之、そーたに、吉橋広宣、真田ゑみ子、笹沼大、藤井靖大、岩村匡子
- リサーチ：フォーミュレーション、HIT
- TM：柴田康弘
- SW：江村多加司、小林宏義
- カメラマン：蔦佳樹
- 映像調整：石野太一
- 音声：大田黒健至
- 照明：本木卓
- 音効：室加徳彦・黒澤隆昌（佳夢音）
- VTR編集：横山亜希子（オムニバス・ジャパン）
- MA：水落洋一郎（オムニバス・ジャパン）
- ロケ技術：池田屋、J-crew
- 美術プロデューサー：中原晃一
- セットデザイン：小林俊輔
- 装置：加藤一治
- 電飾：大澤偉知行
- 装飾：丸山善之
- 持道具：三野尚子
- 特効：堀田秀二郎
- 衣裳：桜庭圭三
- スタイリスト：中谷東一〔内村光良担当〕
- CGタイトル：神谷渉
- タイトルデザイン：田中良太
- TK：塚越倫子
- 広報：神山喜久子
- 海外映像リサーチ：柴田秀司
- 制作デスクコンティニュー：藤島悦子、難波亜矢
- 制作進行：千田都
- アシスタントプロデューサー：渡邉禎、武政美紀、川嶋典子、佐藤里絵
- アシスタントディレクター：木下麗、曾根珠江、栗原利典、猪股由太郎、山本健司、山口敦司、安達穣史、阿部秀紀、安田友里
- ディレクター：毛利忍、田頭悟、小野恭裕、富山歩、田宮亜紀子
- チーフディレクター：納富隆治、田口マサキ
- 演出：吉田雅司
- プロデューサー：松本京子/天笠ひろ美、古山晃、斎藤みさ子、柴田紀久、星利也、堀田浩司
- スーパーバイザー：吉川圭三
- 総合演出：財津功
- チーフプロデューサー：安岡喜郎
- 制作協力：モスキート、Spice Factory、SFINX、Call、TVBOX、THE WORKS
- 製作著作：日本テレビ

| 日本テレビ系 日曜20時枠 | 日本テレビ系 日曜20時枠 | 日本テレビ系 日曜20時枠 |
| 前番組                  | 番組名                  | 次番組                  |
| ----------------------- | ----------------------- | ----------------------- |
| 特命リサーチ200X-II     | ワールド☆レコーズ       | A                       |